# Dioscorea insignis
Dioscorea insignis là một loài thực vật có hoa trong họ Dioscoreaceae. Loài này được C.V.Morton & B.G.Schub. mô tả khoa học đầu tiên năm 1972.